# Châteauneuf-sur-Isère
Châteauneuf-sur-Isère – miejscowość i gmina we Francji, w regionie Owernia-Rodan-Alpy, w departamencie Drôme.
Według danych na rok 1990 gminę zamieszkiwało 3031 osób, a gęstość zaludnienia wynosiła 67 osób/km² (wśród 2880 gmin regionu Rodan-Alpy Châteauneuf-sur-Isère plasuje się na 291. miejscu pod względem liczby ludności, natomiast pod względem powierzchni na miejscu 78.).
Przez gminę przepływa rzeka Isère. 